# Huhtisaari (ö i Päijänne-Tavastland, Lahtis, lat 61,41, long 25,72)
Huhtisaari är en ö i Finland. Den ligger i sjön Pilkanselkä och i kommunen Sysmä i den ekonomiska regionen  Lahtis ekonomiska region  och landskapet Päijänne-Tavastland, i den södra delen av landet, 140 km norr om huvudstaden Helsingfors. Öns area är 3,7 hektar och dess största längd är 330 meter i nord-sydlig riktning.